# ポルトヨーロッパ

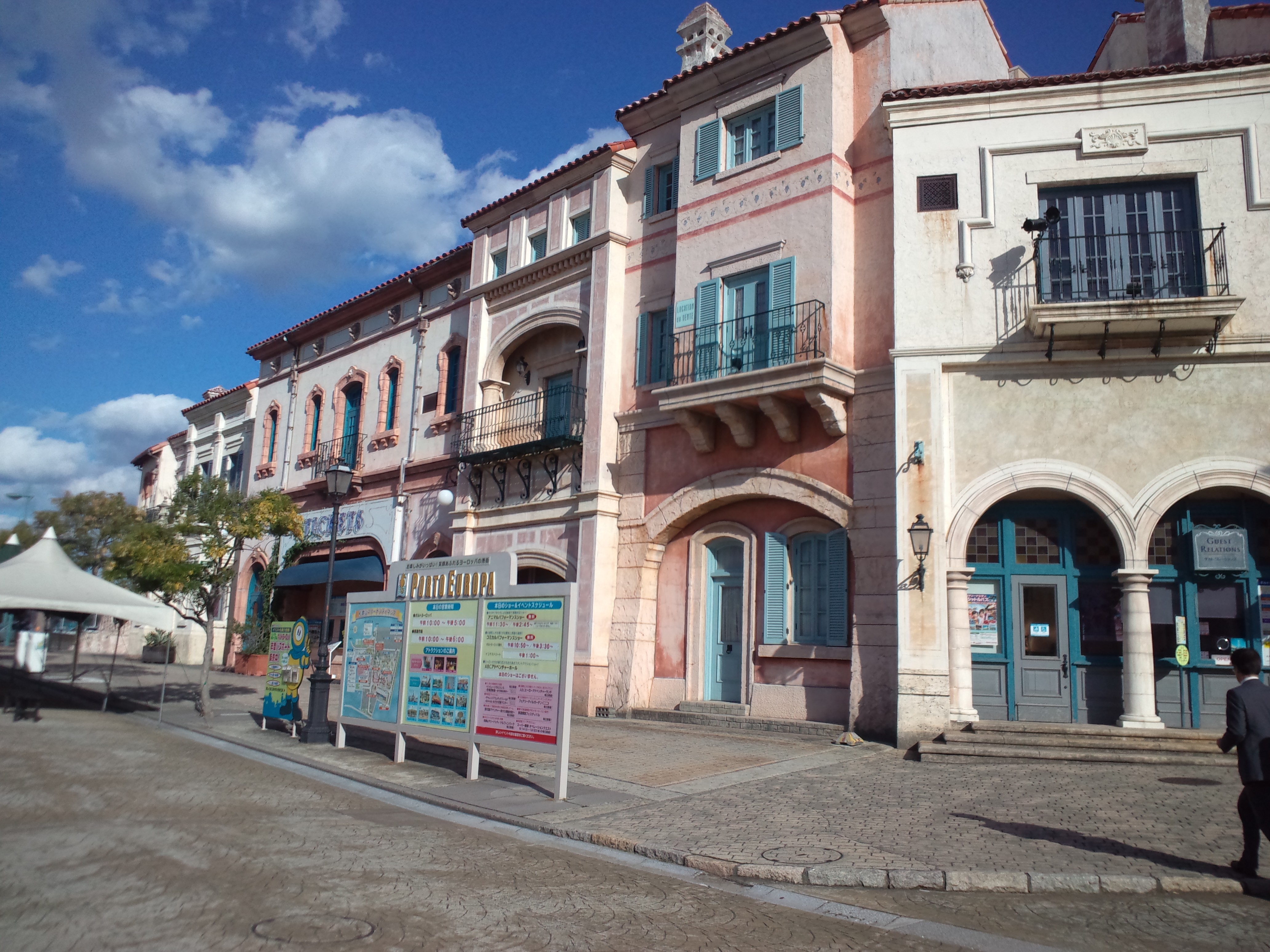
ポルトヨーロッパ

ポルトヨーロッパは、和歌山県和歌山市毛見の人工島、和歌山マリーナシティ内にあるテーマパーク。
園内は地中海をイメージした造りになっており、ポルトヨーロッパゾーンと遊園地ゾーンの2つの地区に分かれている。

## 沿革
- 世界リゾート博（会期：1994年7月16日 - 9月25日）の会場敷地（予定地）内に建設が開始される。建設主は松下興産（当時）
- 1994年11月 - 竣工
- 2007年 - ポルトヨーロッパ改造計画と題して、様々なアトラクションなどを追加している
- 2016年3月19日 - 入園無料化を実施。なお無料化・公園化は開園当初より計画されていた[1][2]。
- 2018年 - 特定複合観光施設区域整備法の成立に伴い，遊園地ゾーンを含む統合型リゾート（IR）案を公開[3]
- 2020年3月30日 - 和歌山県特定複合観光施設設置運営事業の公募開始[4]
- 2021年8月25日 - クレアべストニームベンチャーズ株式会社及びClairvest Group Inc.のコンソーシアムを優先権者として選定し，和歌山県特定複合観光施設設置運営事業に係る基本協定を締結
- 2022年2月9日 - 和歌山県特定複合観光施設区域整備計画（案）が公開[5]．遊園地ゾーンに加えて，ポルトヨーロッパゾーンもIRに含まれ，遊園地ゾーンは本棟の一部，ポルトヨーロッパゾーンは公園として整備される予定であることが記載された[6]
- 2022年2月18日 - 和歌山県特定複合観光施設区域整備計画（案）＜国申請様式版＞が公開された[7]．本計画案には，「IR事業者が解体工事を行った上で，建物滅失登記を行い，開業までに跡地は公園として整備予定である」と明記された．

### 松下興産とポルトヨーロッパの関係
日本に於けるバブル経済終焉期の1994年7月16日から9月25日までの72日間開催された体験型地方博覧会「世界リゾート博(せかいリゾートはく)」が和歌山県和歌山市沖の人工島である和歌山マリーナシティで開催され、近接する年代に於いて開かれた地方博覧会の中で黒字による成功と好成績を記録した。
同博覧会の終了後、開催地(跡地)の使用に関する協議が和歌山県・和歌山市と関係自治体によって行われた結果、1990年に松下電器産業株式会社(現.パナソニック)によって買収した「MCAユニバーサル社」による日本向けテーマパーク構想案を地元に導入する事で合意。その合意に基づき、パーク開発（現・ポルトヨーロッパ）が推進された。それらの過程に於いて、松下電器産業株式会社とMCAユニバーサル社はポルトヨーロッパを「日本に於けるテーマパーク設置の為の試行地」（テストロケーション）と構想し位置させていた事もあり、松下電器産業の関連会社である松下興産がポルトヨーロッパの主な開発担当会社として機能した。
現在もポルトヨーロッパゾーンで稼働するアトラクション「ハイダイブ」等はMCAユニバーサル社が主にアトラクション開発を手掛け、アトラクションや周辺ストラクチュア(建造物)の世界観を映像ソフト製作に活かす目的も有した。
その後、ポルトヨーロッパの開発とテストロケーションによる一定のノウハウが得られた点を足掛かりとして、「MCAユニバーサル社」は第二ステップとなる、日本に於ける大型テーマパーク開発に構想を移した。それが後の「ユニバーサルスタジオジャパン」開発と開業への道筋となった。
しかし、ポルトヨーロッパが正式開業した1994年以降、松下電器産業は業績の悪化により、MCAユニバーサル社の株式を売却。そのため、ポルトヨーロッパの主なパーク事業は和歌山マリーナシティ社と松下興産が分担して担当した。
※この節の出典:月刊流通経済 1995年刊 第622号 特集「松下興産とポルトヨーロッパ開発」

## 施設
- ハイダイブ（急流すべり） - 落差は22m

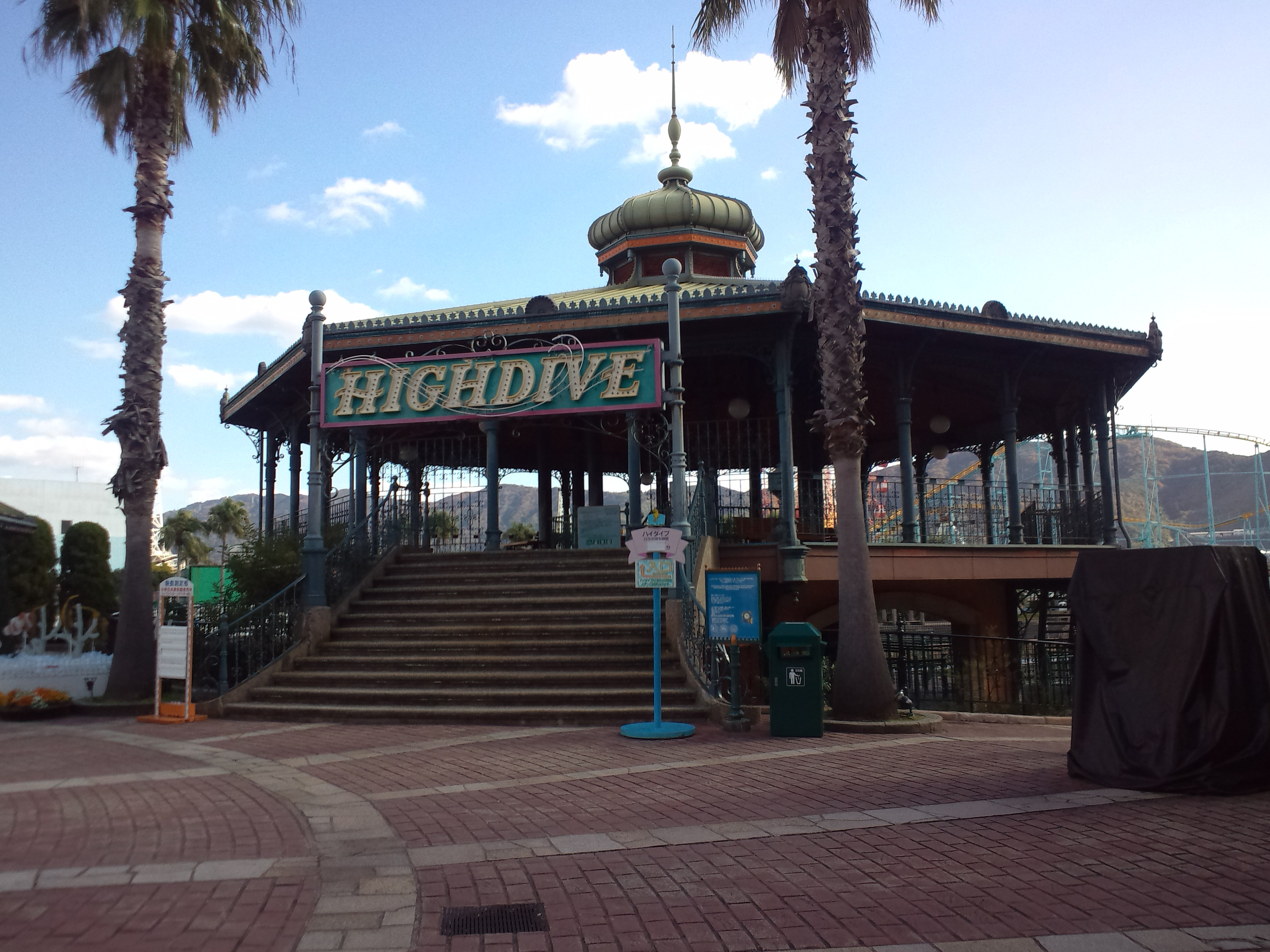
ハイダイブ入口

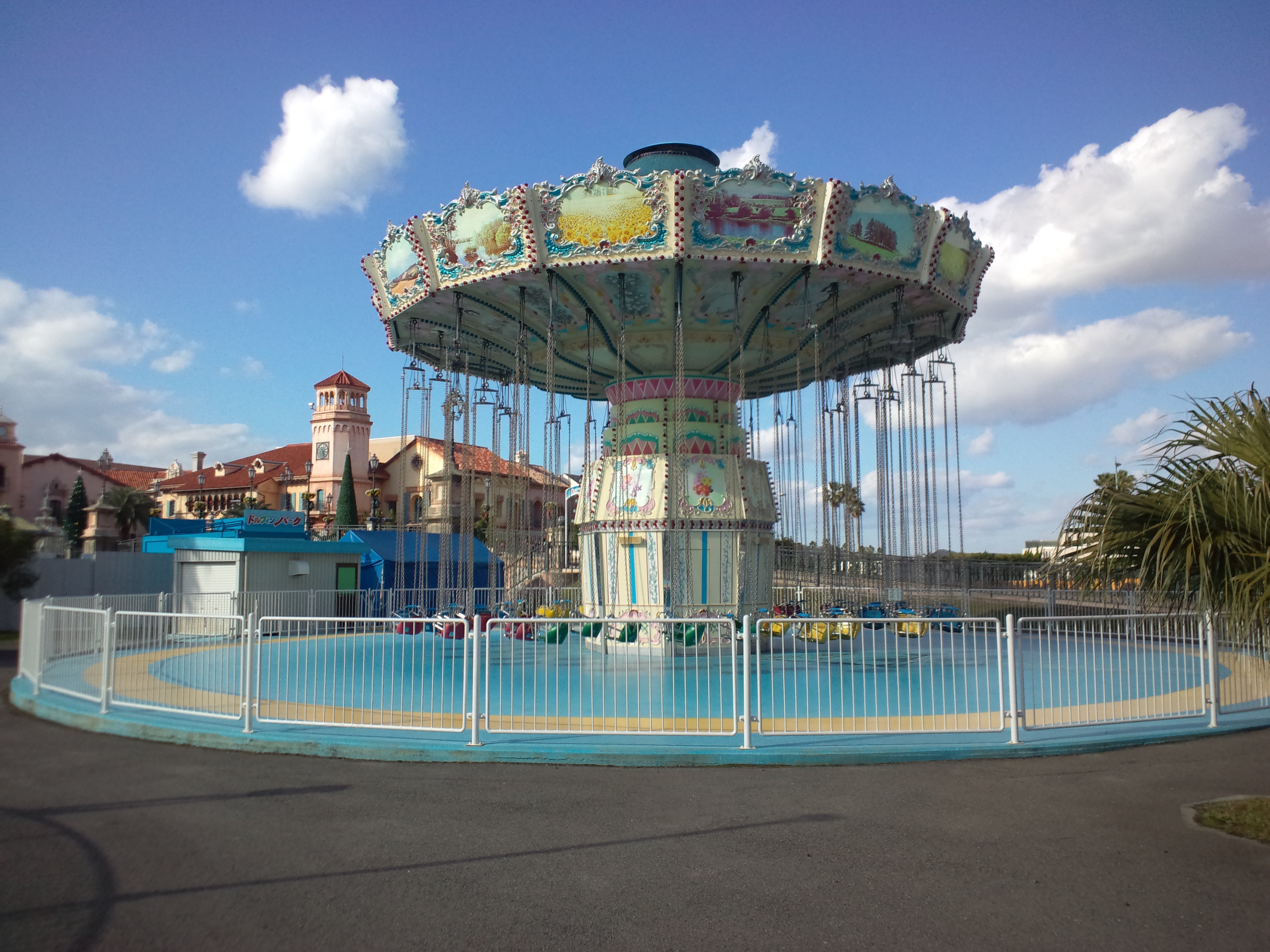
ウェーブスインガー

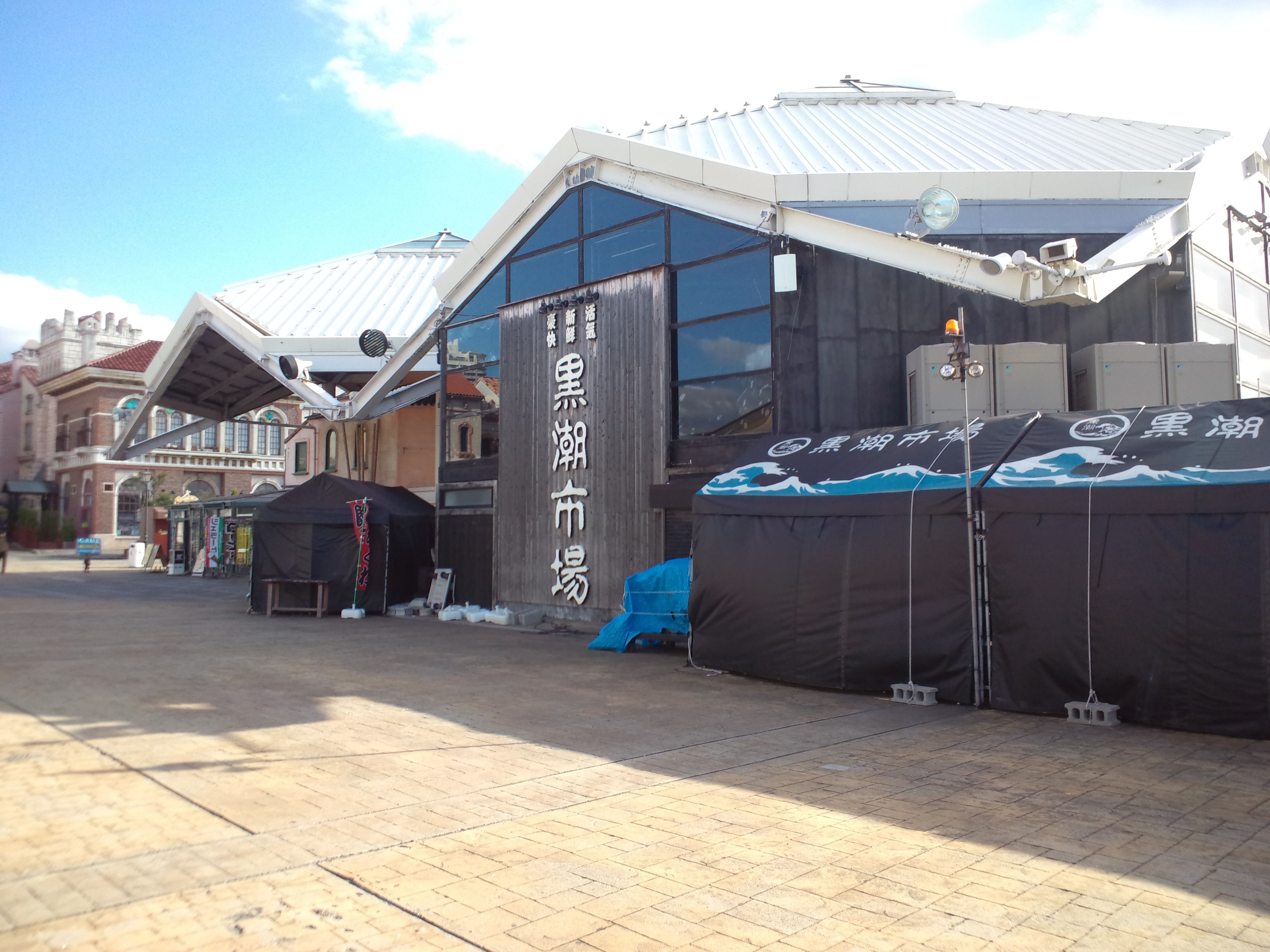
黒潮市場

- シーファリ（シミュレーションシアター） - クジラ型潜水艦アトランティス号で深海に向かうシミュレーションシアター(現在は運転中止)
- 4Dシアター
- モンテカルロ（アミューズメントゾーン）
- レインボーライダー（観覧車） - 高さは48m(WAKKAに名称変更ののち現在は営業終了)
- ぐるぐるコースター - 座席が遠心力で360度回転するジェットコースター(運転中止ののち解体)
- ツインドラゴン
- パインコースター

### 改造計画で追加された施設
- ウェーブスインガー
- わくわくふれあい動物村
- ABCヒーローアドベンチャーランド
- アドベンチャーホール ‐ ワイヤーアクションを使った迫力あるキャラクターショー 2016年までは「ABCアドベンチャーホール」
- ドルフィンパーク - バンドウイルカなどのふれあい体験施設[8][9]

### 営業中の施設（2022年2月現在）[10]

#### 遊園地ゾーン

##### アトラクション
- アラビアンメリー - ゾウの背中に乗って南の島にレッツゴー！
- ウォーターショット - ジープに乗って動物めがけて水鉄砲を発射！
- メリーゴーランド - 乗る人を夢の世界へ誘うファンタジックライド
- アニマルランド - 動物の乗り物に乗って森の仲間に会いに行こう！
- アニマルハッピースカイ - かわいい動物たちのゴンドラでゆっくり空中散歩
- カフェシナモン - かわいい「シナモン」のティーカップがリズミカルに回転
- パインスター - ジャングルを疾走するトロピカルコースター
- ハニーハッチ - キュートなハッチの背中に乗ってハニーポットのまわりを飛び回る
- アストロファイター - アップダウンを繰り返しながら高速回転する宇宙戦闘機！
- ウェーブスインガー - 地上12ｍの柱にぶら下がったブランコが空中で高速回転！
- ツインドラゴン - 龍のゴンドラから放り出されそうになる絶叫アトラクション

##### レストラン
- くろさわ牧場 - 搾りたての牛乳でつくるソフトクリームは絶品
- ハッピーバード - アトラクションで遊び疲れたら，ここで一休み．各種飲み物をご用意（土・日・祝，特別期間のみ営業）
- ココクール - 各種飲み物やチュロスに，スノーアイスなどご用意（土・日・祝，特別期間のみ営業）

#### ポルトヨーロッパゾーン

##### アトラクション
- 4Dギミックシアター - 大迫力の立体映像に体感性をプラスした4Dアトラクション
- 脱出！魔王の迷宮 - 脱出時間を競う体感型巨大迷路
- 恐竜冒険島 - 古代恐竜研究所から逃げ出した恐竜を探し出せ!!
- Shinobi めざせ忍者マスター - 様々な仕掛けが渦巻く砦を突破し、最強の忍者を目指せ！
- アスレチックフィールド - 「通知簿」を片手にアスレチック遊具の難関を突破しよう！
- ゲーム体感アトラクション「HADO」 - 新感覚ゲーム体感アトラクション！
- VRアトラクション「NINJA」 - 和歌山城を舞台に忍者修行！
- アドベンチャーキッズランド - わんぱくキッズも大興奮！親子で遊べるキッズランド
- 謎の宝島アドベンチャー - 君は隠された財宝を見つけ出せるか！？
- ハイダイブ - 落差22mをいっきにダイブ！絶叫と興奮のウォーターライド

##### ショップ
- メルカード - ご当地商品からハワイアン雑貨までを豊富に取り揃えたお店（土・日・祝のみの営業）
- ハナハナ - マリン雑貨や和雑貨など、人気の商品を取り揃えたセレクトショップ
- 園芸茶房 - ソファー席もある癒し系カフェ
- 和歌山県 特産品コーナー - 地元，和歌山産の地酒や梅干しを豊富にご用意
- ゲームランドBally - UFOキャッチャーや人気の体験ゲームが楽しめるゲームランド

##### レストラン
- TULLY’S COFFEE - 最高の品質を追求し，一杯一杯手作りで提供する 本格的なエスプレッソを気軽にお楽しみいただけるスペシャリティコーヒーショップ
- 和食レストラン 荒磯 - 黒潮市場直送の活きのよい旬の素材を使った海鮮丼や御膳
- 黒潮市場 フードコート - 人気のバーベキューをはじめ，海鮮丼や寿司に麺類などいろいろご用意

##### マスコットキャラクター
- ダイバーダン - 潜水服を着た少年(男の子)で、一年中潜水服の姿でゲストを迎えている。冬季は「潜水服の冬服」を着用。
- マーメイド - ダンが海中で出会った人魚の女の子。ダンと共にゲスト(お客様)を迎える。通常コスチュームに加えシーズンイベント服や冬服も着用。

### イベント
- ワクワクいきものワールド
- コミカルパフォーマンスショー
- Fun×Fam 劇場ライブ

## 周辺施設
- 黒潮市場
- 紀ノ国フルーツ村
- マリーナシティホテル
- 紀州黒潮温泉
- わかやま館

## 所在地
- 和歌山県和歌山市毛見1527　和歌山マリーナシティ内

## アクセス
出典：
- 南海和歌山市駅またはJR和歌山駅から和歌山バスのマリーナシティ方面行きに乗車し約40分。
- 西日本旅客鉄道（JR西日本）紀勢本線（きのくに線）海南駅から和歌山バスのマリーナシティ方面行きに乗車し約15分。

### バス路線
人工島であるマリーナシティにムーンブリッジを渡って入った後，マリーナ口，マリーナシティへとバス停を巡る．遊園地ゾーンは「マリーナ口」が近く，ポルトヨーロッパゾーンは「マリーナシティ」が近い．

#### JR和歌山駅発
- 和歌山市内線【121系統】：和歌山城前、マリーナシティ経由海南駅前行き（2番のりば）
- 和歌山市内線【122系統】：和歌山城前経由、マリーナシティ行き（2番のりば）
- 紀三井寺線【42系統】：新手平経由、マリーナシティ行き（1番のりば）

#### 南海和歌山市駅発
- 和歌山市内線【117系統】：城北橋、マリーナシティ経由海南駅前行き（2番のりば）
- 紀三井寺線【42系統】：本町二丁目、JR和歌山駅経由マリーナシティ行き（1番のりば）

#### 海南駅前発
- 琴の浦線【47系統】：琴の浦経由マリーナシティ行き（2番のりば）
- 和歌山市内線【117系統】：マリーナシティ経由南海和歌山市駅行き（2番のりば）
- 和歌山市内線【121系統】：マリーナシティ経由JR和歌山駅行き（2番のりば）

#### マリーナシティ発
- 和歌山市内線【117系統】【121系統】：琴の浦経由海南駅前行き（1番のりば）
- 琴の浦線【47系統】：琴の浦経由海南駅前行き（1番のりば）
- 和歌山市内線【117系統】：琴の浦、城北橋経由南海和歌山市駅行き（2番のりば）
- 和歌山市内線【121・122系統】：琴の浦、和歌山城前経由JR和歌山駅行き（2番のりば）
- 紀三井寺線【42系統】：JR和歌山駅経由南海和歌山市駅行き（2番のりば）

## ギャラリー

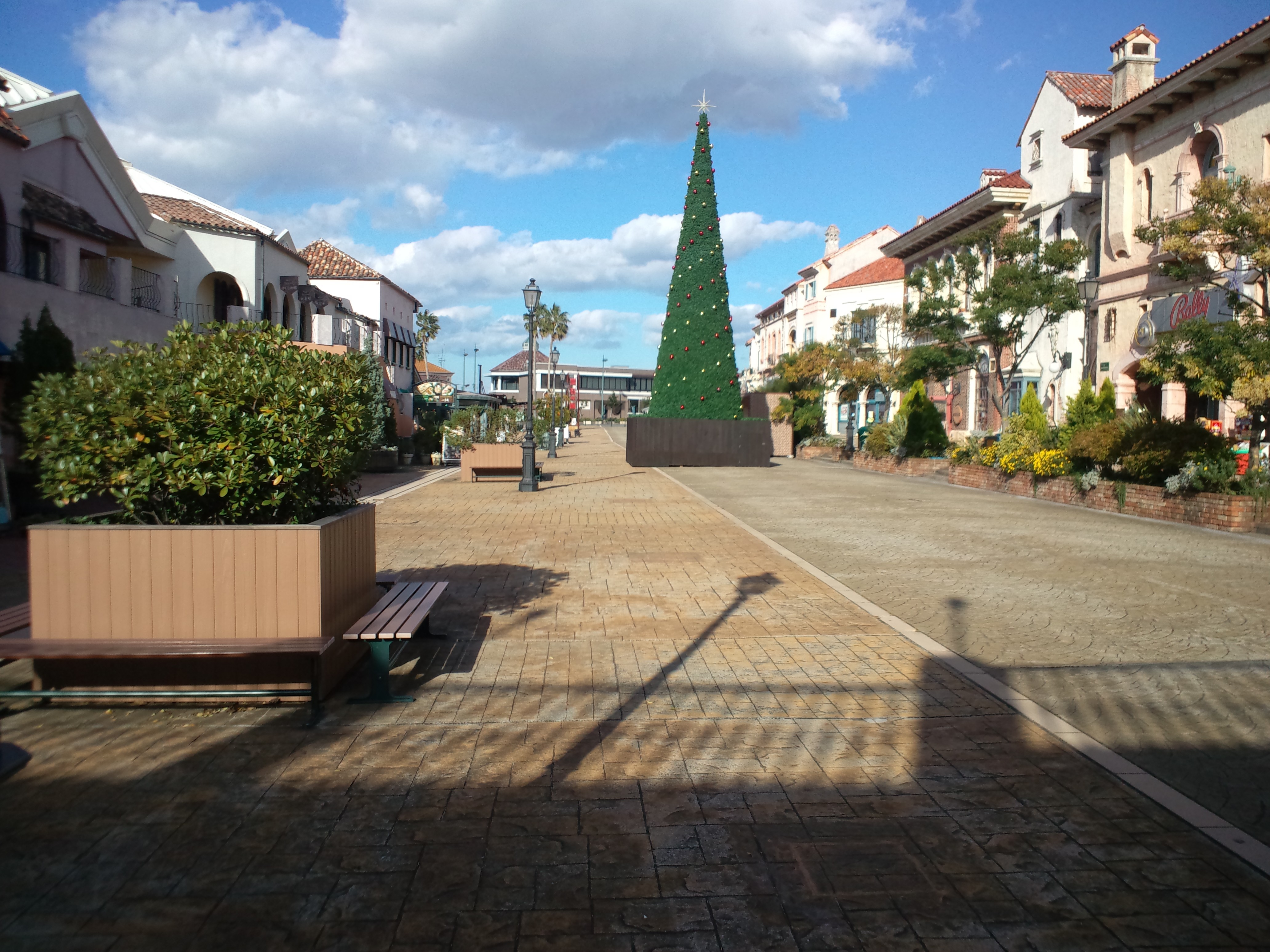
街路
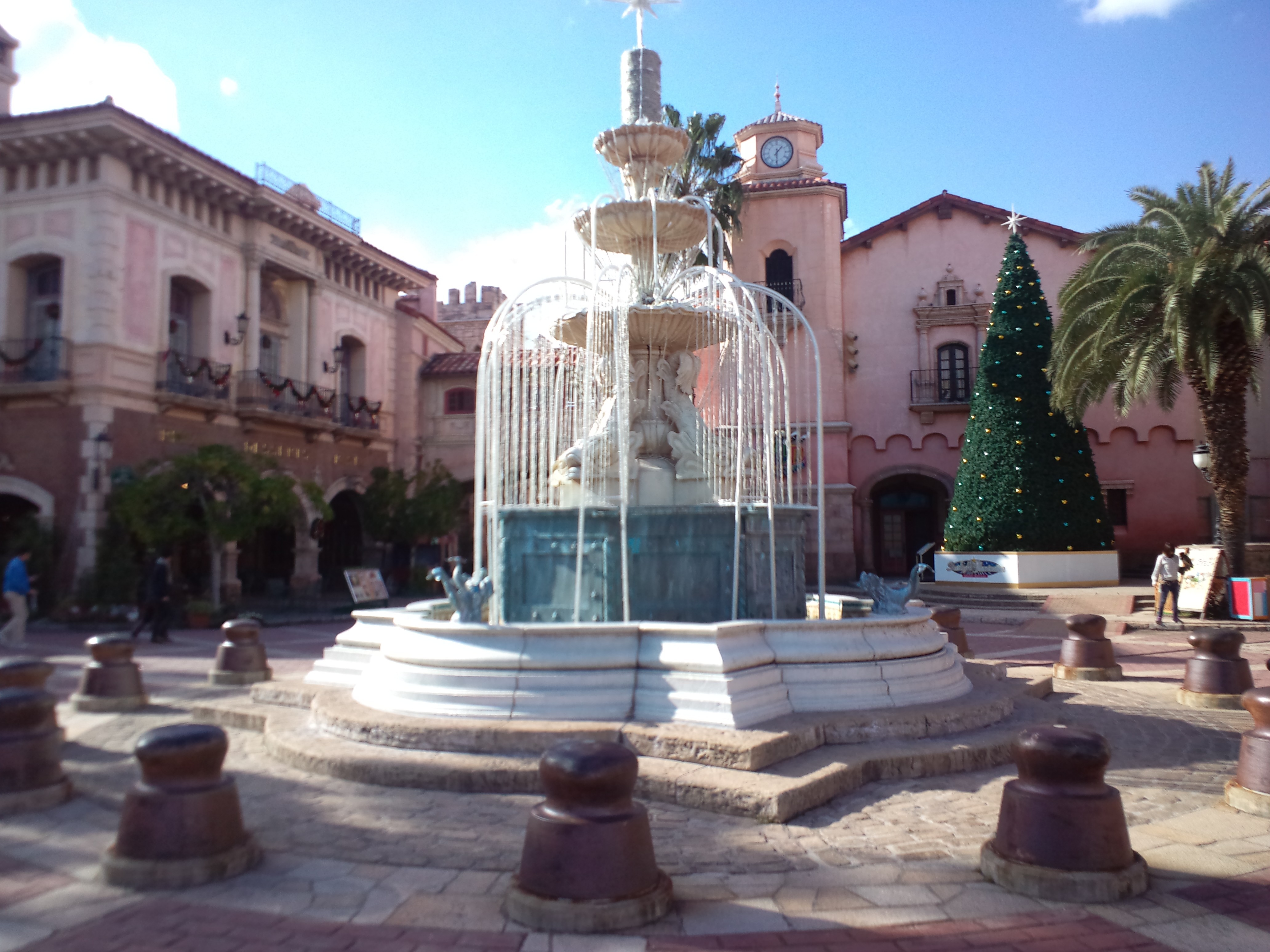
噴水
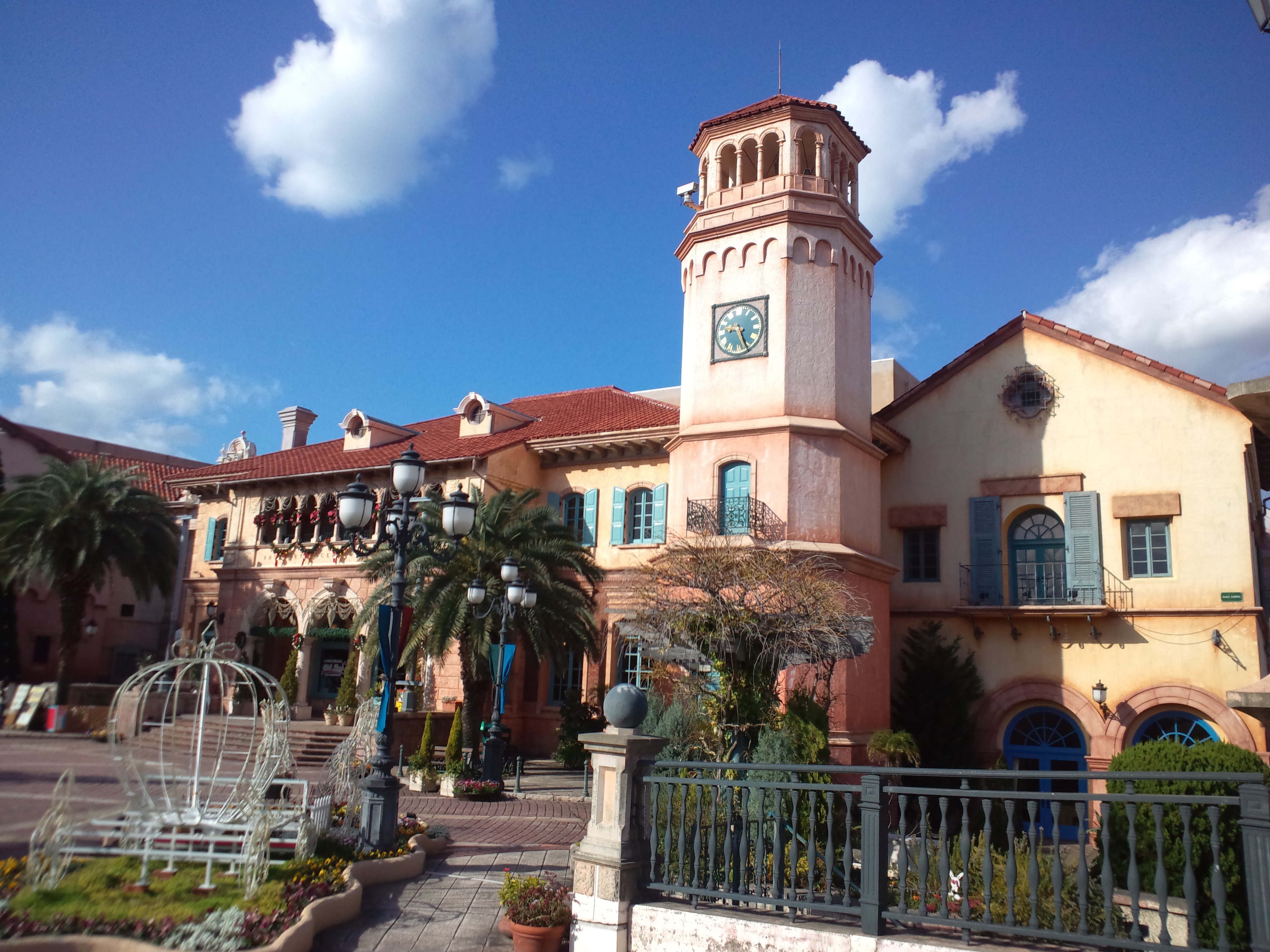
フランスの街並み『ラ・マルセイユ』
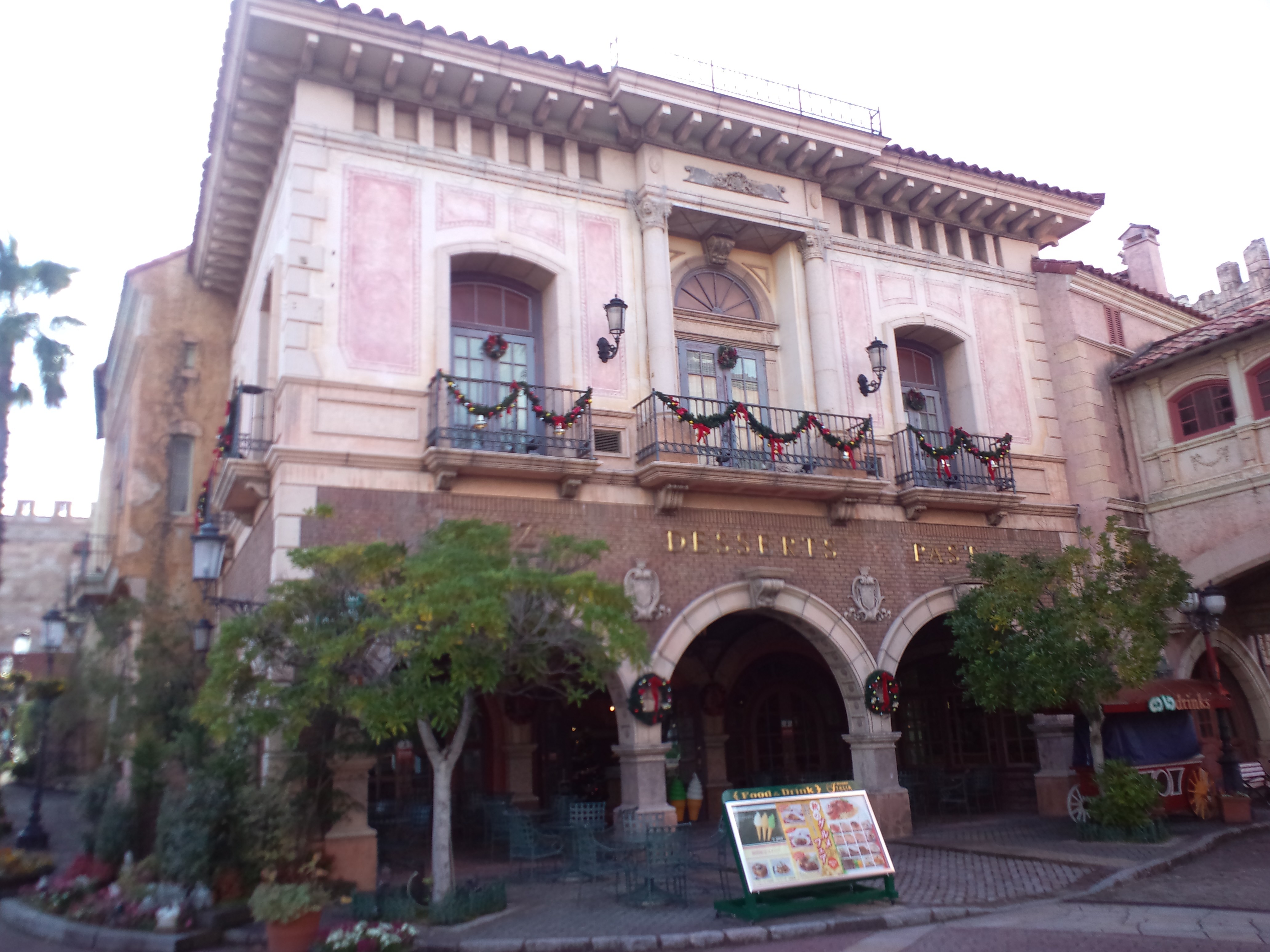
イタリアの街並み
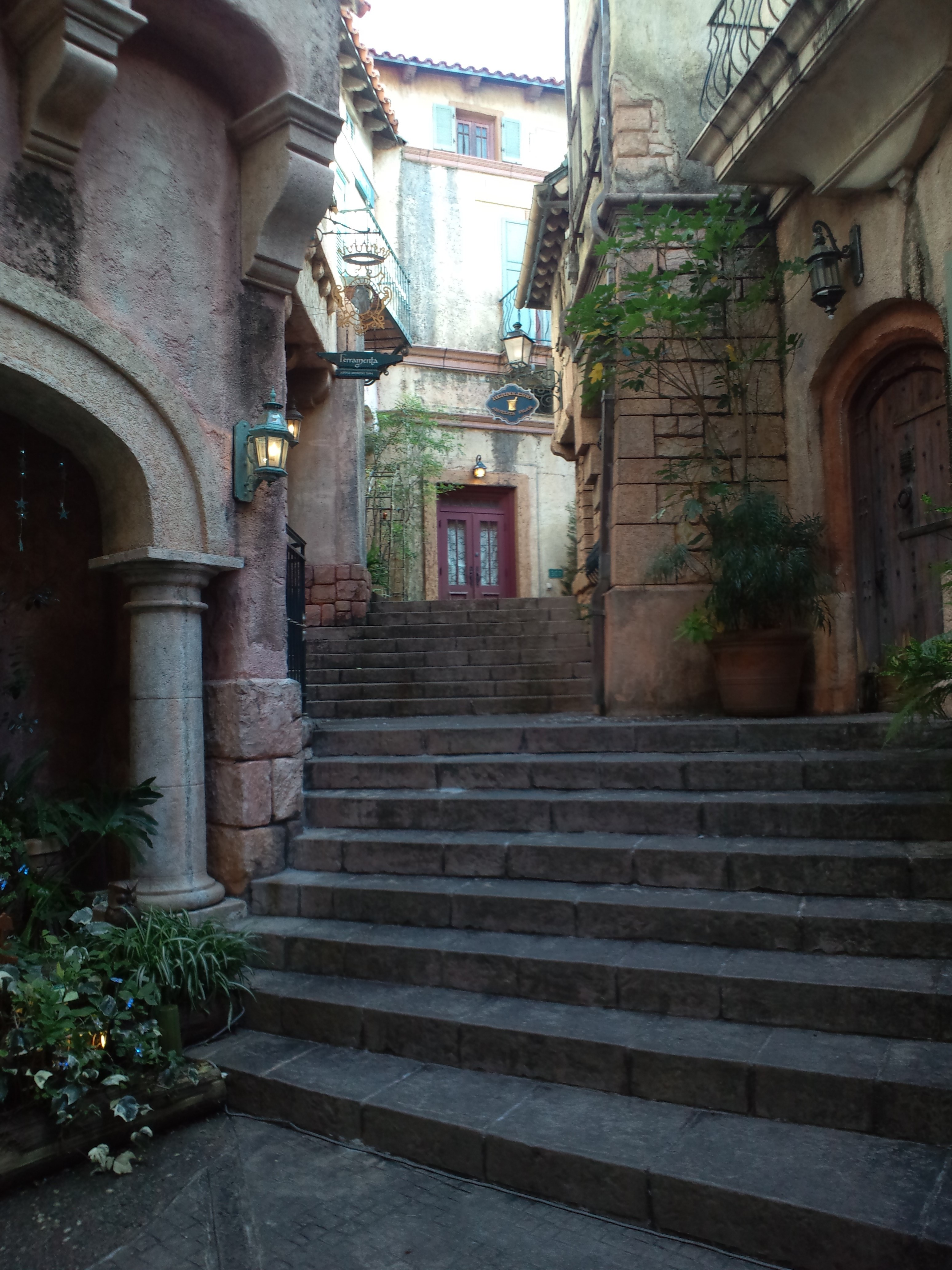
イタリアの街並み
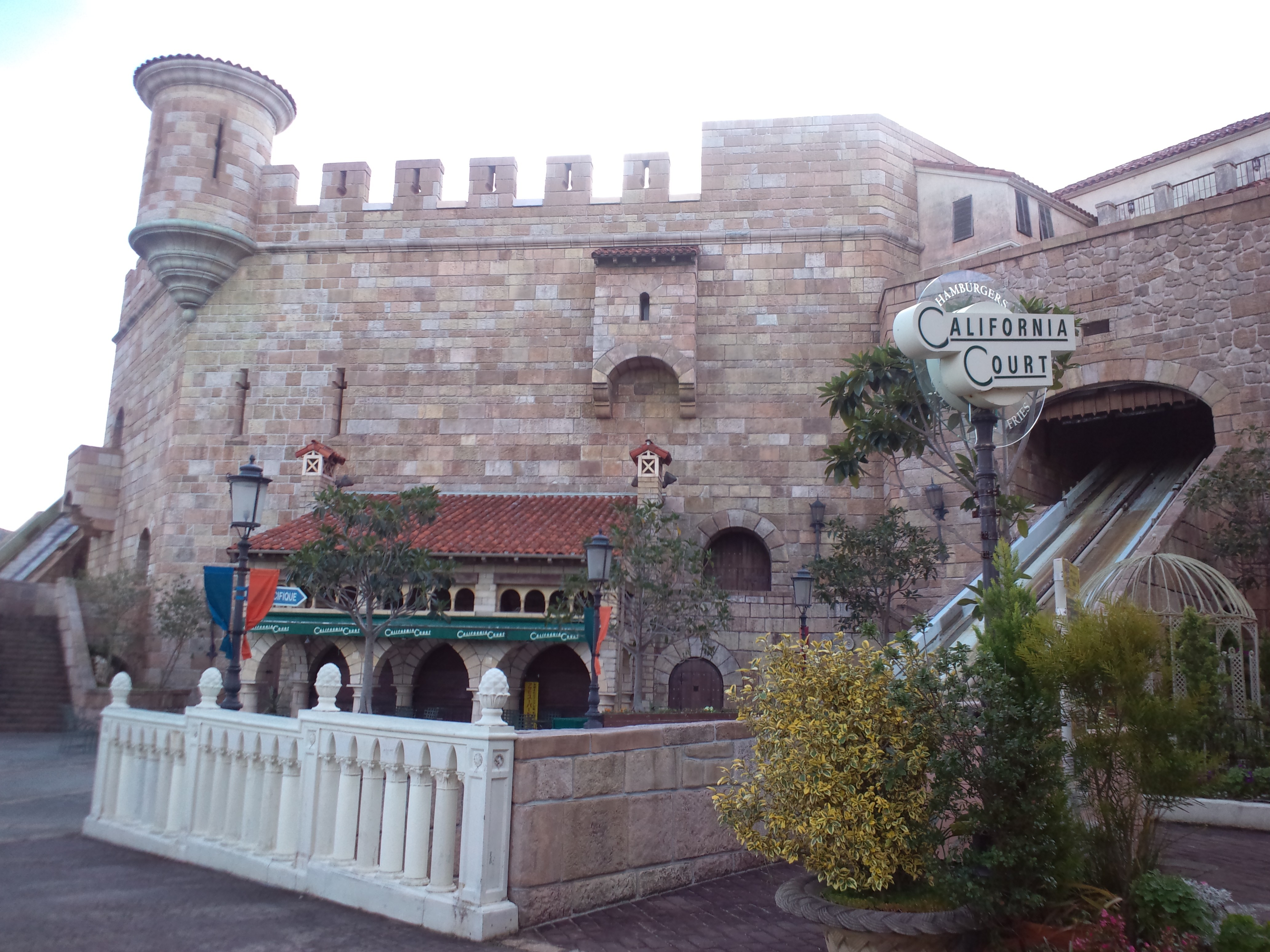
カナリア諸島にあるスペインのお城『カスティーヨ・デル・マール』